# Afghanistan aux Jeux olympiques d'été de 1988
L'Afghanistan participe aux Jeux olympiques d'été de 1988 à Séoul. Il s'agit de leur 9e participation à des Jeux d'été. C'est un retour du comité national après avoir boycotté les Jeux olympiques d'été de 1984 à Los Angeles.
La délégation afghane se compose de cinq lutteurs.

## Lutte
| Athlète          | Compétition                         | Round 1              | Round 2                 | Round 3                  | Round 4             | Round 5             | Finale              |  |
| Athlète          | Compétition                         | Adversaire Résultat  | Adversaire Résultat     | Adversaire Résultat      | Adversaire Résultat | Adversaire Résultat | Adversaire Résultat |  |
| ---------------- | ----------------------------------- | -------------------- | ----------------------- | ------------------------ | ------------------- | ------------------- | ------------------- |  |
| Mohammad Razigul | Libre - Poids super-mouche (-48 kg) | Gunawan (INA) W 3-1  | Karamchakov (URS) L 1-3 | Tsonov (BUL) L 1-3       | NC                  | NC                  | NC                  |  |
| Ahmad Nasir      | Libre - Poids mouche (-52 kg)       | Tutsch (FRG) W 3-1   | Jong-O (KOR) L 1-3      | Sato (JPN) L Fall        | NC                  | NC                  | NC                  |  |
| Ali Dad          | Libre - Poids plume (-62 kg)        | Skubacz (POL) L 1-3  | Oporta (PAN) W 3-0      | Lehto (FIN) L 0-3        | NC                  | NC                  | NC                  |  |
| Mohammad Shir    | Libre - Poids léger (-68 kg)        | Amaraa (MGL) L 0-4   | Carr (USA) L 0-4        | NC                       | NC                  | NC                  | NC                  |  |
| Mohammad Taj     | Libre - Poids mi-lourd (-90 kg)     | Türkkaya (TUR) L 1-3 | Guèye (SEN) W Fall      | Deskoulidis (GRE) L Fall | NC                  | NC                  | NC                  |  |